# Sweet Impact
「Sweet Impact」（スウィート・インパクト）は、BoAの23枚目のシングル。

## 解説
- 「CDのみ」「CD＋DVD」の2形態。
- 今作から、シングルでもジャケットが2種類になった。
- BoAは、このシングルのジャケットが今までで一番気に入っているようである。

## 収録曲

### CD
1. Sweet Impact
  - 作詞：園田凌士／作曲・編曲：原一博
  - コーセー「Fasio」CMソング
2. Bad Drive
  - 作詞：jam／作曲・編曲：浅田将明
  - 日本テレビ系『スーパーナチュラル』テーマソング
3. SO REAL（ArmySlick's scratch build vocal）（初回盤のみ）
4. Sweet Impact（TV MIX）
5. Bad Drive（TV MIX）

### DVD
1. Sweet Impact video clip

## -The Greatest ver.-
『Sweet Impact -The Greatest ver.-』(スイート・インパクト -ザ・グレイテスト・バージョン-)はBoAの配信限定シングル

### 解説
日本デビュー20周年を記念して行われるセルフカバー・プロジェクトの第9弾。
本作はブラス・サウンドとラテンジャズリズム調にアレンジが成され、明朗なボーカルがマッチした楽曲に仕上げたと言う。

### 収録曲
1. Sweet Impact -The Greatest ver.- (5:10)
作詞：BoA、園田凌士 / 作曲：原一博 / 編曲：Tomoki Ishizuka